# جاناتان مندز
جاناتان مندز (انگلیسی: Jonathan Mendes؛ زادهٔ ۱۹ ژوئیهٔ ۱۹۸۹) بازیکن فوتبال اهل فرانسه است.
از باشگاه‌هایی که در آن بازی کرده‌است می‌توان به باشگاه فوتبال المپیک لیون و باشگاه فوتبال استاندارد لیژ اشاره کرد.